# Franciszek Izydor Bocheński
Franciszek Izydor Bocheński herbu Rawicz (ur. 4 kwietnia 1823 w Szańcu zm. 13 maja 1897 w Czuszowie) – ziemianin, przemysłowiec, zesłaniec.
Syn Tadeusza Bocheńskiego. Był jednym z założycieli Towarzystwa Rolniczego. Mimo sceptycznego stosunku do powstania styczniowego współpracował z powstańcami. Był mężem zaufania Dyrekcji Białych i naczelnikiem cywilnym powiatu opoczyńskiego. Został aresztowany i skazany na cztery lata więzienia. Karę odbywał w Kiereńsku.
Jego wnukami byli Józef Maria, Aleksander i Adolf Maria Bocheńscy oraz Olga Zawadzka.